# Вартенберг (Хесен)
Вартенберг (њем. Wartenberg) општина је у њемачкој савезној држави Хесен. Једно је од 19 општинских средишта округа Фогелсберг. Према процјени из 2010. у општини је живјело 3.982 становника. Посједује регионалну шифру (AGS) 6535019.

## Географски и демографски подаци
Вартенберг се налази у савезној држави Хесен у округу Фогелсберг. Општина се налази на надморској висини од 248–494 метра. Површина општине износи 39,5 km². У самом мјесту је, према процјени из 2010. године, живјело 3.982 становника. Просјечна густина становништва износи 101 становника/km².